# United States Navy Fighter Weapons School
La United States Navy Fighter Weapons School, comunemente chiamata TOPGUN, è la scuola di combattimento per piloti della Marina Militare Statunitense.

## Storia

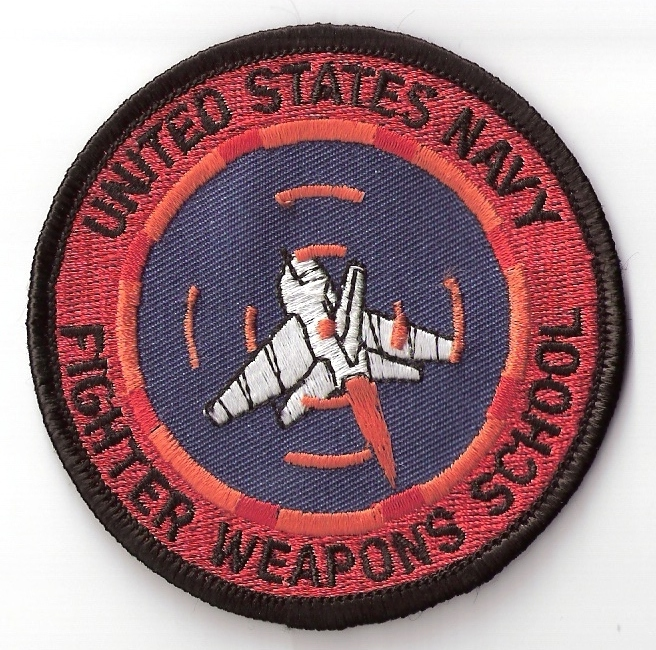
La patch della Top Gun

Durante gli anni Sessanta, nel corso della guerra del Vietnam, la marina statunitense iniziò a sviluppare una certa preoccupazione verso le prestazioni dei propri caccia: analizzando i dati venne riscontrato come i velivoli statunitensi (principalmente F-4 Phantom II e F-8 Crusader), tecnologicamente più avanzati rispetto a quelli dell'aeronautica nordvietnamita, dotata di MiG-17 e MiG-21, avessero un rapporto di 2,5 velivoli nemici abbattuti per ogni aereo statunitense perso, contro un rapporto 14:1 durante la seconda guerra mondiale e di 12:1 durante la guerra di Corea.
La U.S. Navy commissionò al capitano Frank W. Ault un rapporto per stabilire le cause di tali prestazioni insoddisfacenti: il rapporto Ault, pubblicato nel gennaio 1969 individuò che le scarse performance dei caccia della marina fossero da ricondurre, più che a mancanze tecniche dei velivoli, ad un certo grado di impreparazione tattica e addestrativa nel combattimento aereo, sostenendo che "fosse evidente la necessità di innovazioni e nuovi approcci".
Venne quindi decisa la creazione di un nuovo programma addestrativo, avviato formalmente nel marzo del 1969 nella base aerea della marina di Miramar in California, complementare alle attività del Fighter Squadron 121 (VF-121), uno squadrone di preparazione dei piloti dell'accademia all'impiego dell'F-4 Phantom II. Per quattro settimane istruttori dello squadrone si dedicarono a lezioni frontali e attività addestrative con un ristretto numero di equipaggi provenienti da vari squadroni della marina, che dopo quattro settimane divennero la prima classe diplomata presso la scuola. I piloti, una volta ritornati presso gli squadroni di appartenenza, avrebbero dovuto trasmettere le conoscenze acquisite ai colleghi. Sin da subito, il corso venne soprannominato TOPGUN.
Nonostante diverse resistenze iniziali nelle alte sfere della marina, il programma TOPGUN si rivelò estremamente efficace: nel 1972 il tasso di vittorie nei combattimenti aerei era balzato a 12,5 a uno.
La scuola era inizialmente dotata di velivoli A-4 Skyhawk e F-5 Freedom Fighter. Il programma formò i primi assi degli Stati Uniti nella Guerra del Vietnam, tra cui Randy Cunningham, detto "Il Duca", e Willie Driscoll. La scuola nel 1972 venne separata dal VF-121, divenendo una entità indipendente.
Negli anni settanta e ottanta furono adottati gli aerei F-14 Tomcat ed F/A-18 Hornet, mentre gli istruttori della scuola continuarono a volare sugli A-4 e sugli F-5, ma aggiunsero anche gli F-16 Fighting Falcon, per simulare meglio le prestazioni dei nuovi caccia di 4ª generazione sovietici, il Mig-29 Fulcrum e il Su-27 Flanker.
Durante gli anni novanta il programma di studio della scuola fu modificato per dare maggiore importanza all'attacco a terra, considerando anche le capacità di attacco al suolo dei nuovi caccia; inoltre i velivoli degli istruttori, gli A-4 e gli F-5, furono sostituiti dagli F-14 e dagli F/A-18.
La scuola divenne famosa dal 1986 con l'uscita del film Top Gun, interpretato da Tom Cruise.
Nel 1996 la base di Miramar fu trasferita al Corpo dei Marines e la Fighter Weapons School fu incorporata nel Naval Strike and Air Warfare Center di Fallon, in Nevada.
Attualmente gli istruttori della scuola volano su F-16 ed F/A-18.